# Total Eclipse (videojuego de 1994)
Total Eclipse es un videojuego de simulación espacial desarrollado y distribuido por Crystal Dynamics para 3DO. Fue portado más adelante a la PlayStation bajo el título Total Eclipse Turbo. El juego fue registrado en 1993 y lanzado en 1994. Total Eclipse Turbo fue un título de lanzamiento para PlayStation en EE. UU., ya que la fecha de salida del juego fue 11 días antes del lanzamiento de la consola en Norteamérica. Una secuela, Solar Eclipse, fue lanzada para Sega Saturn y PlayStation.

## Jugabilidad
El juego tiene una presentación en tercera persona mientras la nave del jugador vuela a través de cada escenario. El jugador es libre de acelerar, desacelerar y maniobrar para esquivar obstáculos y atacar a los enemigos, pero el recorrido de cada fase es fijo.
En lugar del espacio, la nave del jugador volará por superficies planetarias y atravesará túneles. En la superficie, el jugador volará sobre un terreno tridimensional esquivando montañas y obstáculos. En los túneles, el jugador evitará trampas mecánicas como puertas móviles gigantes y pasadizos retorcidos. La salida del túnel aparecerá más adelante en la superficie del mismo escenario, por lo que el jugador podrá perderse un potenciador (o un desafío) en la superficie por tomar un túnel y viceversa. Algunos túneles son opcionales y pueden contener potenciadores extra, mientras que otros túneles son accesibles en callejones sin salida en la superficie. Si el jugador no guía correctamente su nave hacia el túnel en ese punto, su nave chocará con el terreno sin salida y explotará, costándole una vida.
Las colisiones con enemigos o el terreno, los disparos de los enemigos y el paso del tiempo agotarán los escudos de la nave. Cuando los escudos lleguen a cero, la nave explotará tomando una vida del jugador y el juego se reanudará en un punto de control. Al haber pocas recargas de escudos en el juego, la única forma de evitar esto es destruyendo enemigos e instalaciones terrestres; al hacerlo, la nave del jugador absorberá automáticamente su energía para reponer sus escudos. Se podrá ganar vidas extra recogiendo los 1-up y consiguiendo un gran número de puntos. Además, el jugador dispone de un número limitado de créditos que lo devolverán al principio del nivel actual. Cuando se agoten todas las vidas y créditos, el juego terminará.
Cada mundo del juego está dividido en cuatro niveles con un total de 20. Cada nivel contiene varias zonas de superficies y túneles. El cuarto nivel de cada mundo termina con una pelea de jefe, salvo en el mundo final donde el jefe aparece a la mitad del nivel.
Al recoger potenciadores, el jugador puede cambiar su arma entre cinco tipos diferentes. Recoger un potenciador del tipo que ya tenga aumentará el nivel de su arma, con un nivel máximo de tres. En los niveles superiores, el arma disparará más veces. El jugador también puede utilizar bombas que lanzan una onda de energía a través del escenario. Su explosión es lo suficientemente poderosa para destruir a la mayoría de los enemigos e instalaciones, y se detiene cuando alcanza la distancia del disparo del juego. El jugador comienza cada vida con una bomba, y podrá recoger más en los escenarios, pudiendo acumular una reserva de hasta tres.
El jugador puede conseguir puntos adicionales realizando giros de alerón, recogiendo objetos de bonificación de puntos y volando a mayor velocidad.

## Trama
La Tierra es atacada por una agresiva raza alienígena conocida como los Drak-Sai. Los alienígenas utilizan su poderosa arma llamada «Sun Dagger» para iniciar una supernova en el sol. El jugador deberá pilotar su nave a través de cuatro planetas y destruir la Sun Dagger para evitar una mayor destrucción.

## Recepción
Electronic Gaming Monthly le dio a la versión para 3DO una puntuación de 6,5 de 10. Aclamó los gráficos, pero criticó los controles por resultar demasiado sensibles, la música inadecuada para la temática de algunos niveles y la detección de golpes excesivamente punitiva. GamePro tuvo una admiración similar por los gráficos de la versión para 3DO y encontró pocas quejas sobre la jugabilidad, concluyendo que «Total Eclipse despega hacia caminos espaciales familiares, pero el aspecto gráfico de este genial shooter es realmente de otro mundo».
Las críticas de la versión para PlayStation fueron menos positivas, ya que, a pesar de la palabra «Turbo» en el título, la versión para PlayStation apenas introducía cambios en el juego que ya tenía más de un año. Bob Mackey de USgamer calificó a Total Eclipse Turbo como uno de los peores juegos de lanzamiento para PlayStation.